# Perfetto
Il perfetto è una categoria del verbo che in molte lingue viene espressa attraverso forme specifiche. Dal punto di vista dell'aspetto verbale, indica un'azione considerata nella sua completezza, svoltasi nel passato o anche nel futuro. A differenza dell'imperfetto, non indica eventi visti nel loro svolgimento od azioni ripetute abitualmente. In italiano, le forme che esprimono più spesso questo aspetto "concluso" sono il passato remoto ed il passato prossimo, ma anche, ad esempio, il trapassato (prossimo e remoto) ed il futuro anteriore: 
- veni, vidi, vici (lett. venni, vidi, vinsi: tre azioni viste come completate) (Giulio Cesare)

- poscia ch'io v'ebbi alcun riconosciuto, (azione completata) vidi e conobbi... (Dante)
- quando sarà rinvenuta, (azione vista come conclusa) badate bene di non farle paura  (Manzoni).

In latino - a differenza dell'italiano - il "perfetto" è espresso da una forma specifica, che può essere resa, nelle traduzioni con diversi "tempi" dell'italiano, ad esempio il passato remoto, il passato prossimo o un trapassato remoto. 
Per esempio, nel celeberrimo epitaffio di Virgilio:
Mantua me genuit, Calabri rapuere, tenet nunc Parthenope; cecini pascua rura duces.
le tre forme di perfetto "genuit", "rapuere" e "cecini" possono essere tradotte sia col passato remoto sia con quello prossimo:
1. "Mi generò Mantova, la Calabria mi rapì: ora mi custodisce Napoli; cantai i pascoli, i campi, i condottieri" (con il passato remoto).
2. "Mi ha generato Mantova, la Calabria mi ha rapito: ora mi custodisce Napoli; ho cantato i pascoli, i campi, i condottieri " (con il passato prossimo).

Un esempio di perfetto latino, reso con un trapassato remoto in italiano, potrebbe essere:
Quod ut animadverterunt legati eius, ab una porta remota statione exitum Etruscis dederunt  (Frontino)
1. "Non appena i suoi legati si furono accorti di ciò, tolsero la guardia da una sola porta, lasciando una via di uscita agli Etruschi"

In questo caso la traduzione con un trapassato remoto è da considerarsi corretta perché questo tempo italiano si usa in genere per definire un passato anteriore rispetto ad un altro passato più recente.

Il perfetto del greco antico, generalmente formato con il raddoppiamento del tema verbale, esprime il risultato attuale di un'azione iniziata nel passato, quindi a volte si ricorre a tempi diversi dal passato: non rari sono i casi in cui il verbo al perfetto subisce un radicale cambiamento di significato rispetto al presente:
- οἶδα (perfetto isolato formato sulla radice εἰδ-/οἰδ-/ἰδ- che esprime l'idea di "vedere") = so (perché ho visto);
- δέδρακα (perfetto da "δράω" = "fare")= causo (qualcosa, perché l'ho fatta).

A volte invece è necessario tradurre con un semplice passato prossimo:
- λέλυκα (perfetto da "λύω" = "sciogliere") = ho sciolto

| Controllo di autorità | GND (DE) 4173734-9 |